# Mạch đếm vòng
Mạch đếm vòng hay Ring counter là mạch được lập ra bằng thanh ghi dịch với phản hồi ngõ ra trở về ngõ vào D đầu tiên. Khoảng cách Hamming của Mạch đếm Overbeck là 2, khoảng cách Hamming của Mạch đếm Johnson là 1.

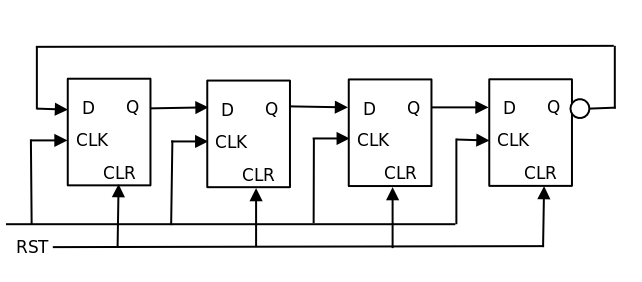
Mạch đếm vòng 4 bit kiểu Johnson, lập từ flip-flop D, với ngõ vào xoá không đồng bộ

## Nguyên lý hoạt động
Mạch đếm vòng có thể lập với số flip-flop không hạn chế, và để thuận tiện thì xét với 4 bit.
- Đếm vòng tiến hay Overbeck counter thì nối ngõ ra dương của flip-flop cuối cùng về ngõ vào dữ liệu D đầu tiên. Mạch cần nạp logic 1 cho một flip-flop trước khi vận hành.
- Đếm vòng xoắn (twisted) còn gọi là Johnson counter hay Möbius counter, thì nối ngõ ra đảo của flip-flop cuối cùng về ngõ vào dữ liệu D đầu tiên.

## Tiến trình hoạt động của mạch 4 bit

5-Bit Johnson counter

| Straight ring/Overbeck counter | Straight ring/Overbeck counter | Straight ring/Overbeck counter | Straight ring/Overbeck counter | Straight ring/Overbeck counter |       | Twisted ring/Johnson counter | Twisted ring/Johnson counter | Twisted ring/Johnson counter | Twisted ring/Johnson counter | Twisted ring/Johnson counter |
| State                          | Q0                             | Q1                             | Q2                             | Q3                             | State | Q0                           | Q1                           | Q2                           | Q3                           |                              |
| ------------------------------ | ------------------------------ | ------------------------------ | ------------------------------ | ------------------------------ | ----- | ---------------------------- | ---------------------------- | ---------------------------- | ---------------------------- | ---------------------------- |
| 0                              | 1                              | 0                              | 0                              | 0                              | 0     | 0                            | 0                            | 0                            | 0                            |                              |
| 1                              | 0                              | 1                              | 0                              | 0                              | 1     | 1                            | 0                            | 0                            | 0                            |                              |
| 2                              | 0                              | 0                              | 1                              | 0                              | 2     | 1                            | 1                            | 0                            | 0                            |                              |
| 3                              | 0                              | 0                              | 0                              | 1                              | 3     | 1                            | 1                            | 1                            | 0                            |                              |
| 0                              | 1                              | 0                              | 0                              | 0                              | 4     | 1                            | 1                            | 1                            | 1                            |                              |
| 1                              | 0                              | 1                              | 0                              | 0                              | 5     | 0                            | 1                            | 1                            | 1                            |                              |
| 2                              | 0                              | 0                              | 1                              | 0                              | 6     | 0                            | 0                            | 1                            | 1                            |                              |
| 3                              | 0                              | 0                              | 0                              | 1                              | 7     | 0                            | 0                            | 0                            | 1                            |                              |
| 0                              | 1                              | 0                              | 0                              | 0                              | 0     | 0                            | 0                            | 0                            | 0                            |                              |

## Ứng dụng
Johnson counter là mạch đếm thường dùng, đặc biệt là để phát mã Gray, là mã mà hai trạng thái liền kề chỉ khác nhau nội dung của 1 bit.